# Hedyosmum pungens
Hedyosmum pungens är en tvåhjärtbladig växtart som beskrevs av C.A. Todzia. Hedyosmum pungens ingår i släktet Hedyosmum och familjen Chloranthaceae. Inga underarter finns listade i Catalogue of Life.